# Mithridates I. (Kios)
Mithridates (altgriechisch Μιθριδάτης Mithridátēs) war im 4. Jahrhundert v. Chr. ein persischer Dynast.
In der Geschichtsliteratur wird er häufig als Herrscher der Stadt Kios am Marmarameer betrachtet, was allerdings quellenmäßig nicht zu untermauern ist. Mithridates wird lediglich in einem Eintrag bei Diodor genannt. Darin heißt es, dass auf den Tod des Mithridates der Satrap von Phrygien, Ariobarzanes, dessen Königreich übernommen habe. Diodor fügte diese Information in den Kontext des beginnenden Satrapenaufstandes im Jahre 362 v. Chr. (Molon war Archon in Athen) ein, aber ob Mithridates in jenem Jahr gestorben und ob der Satrap Ariobarzanes sein Sohn gewesen ist, kann nicht explizit daraus gefolgert werden. Ebenso bleibt die Identität seines „Königreichs“ unklar.
Der Satrap Ariobarzanes wurde noch im Jahr 362 v. Chr. von seinem eigenen Sohn, der ebenfalls Mithridates (Mithridates von Kios?) hieß, verraten und darauf durch Kreuzigung exekutiert.
Möglicherweise war der von Ariobarzanes beerbte Mithridates identisch mit jenem namensgleichen Gefährten des Prinzen Kyros († 401 v. Chr.) oder jenem gleichnamigen Satrapen von Kappadokien und Lykaonien, welche aus der Anabasis des Xenophon bekannt sind.

## Diskussion in der Forschung
Die Aussage von Diodor, dass nach dem Tod eines Mithridates der Satrap von Phrygien sein Reich übernommen habe, hat in der Forschung zu vielen Diskussionen geführt. Da die Aussage von Diodor nie in Zweifel gezogen wurde, wurde versucht, Überlieferungen von anderen Familienangehörigen in Einklang mit ihm zu bringen. Das ist nie gelungen.
Eine neuere Studie zieht die Aussage von Diodor in Zweifel. Ihrer Meinung nach hat Diodor zwei Dynastien gleichen Namens zu einer einzigen Familie verstümmelt. Die Folge davon war, dass Überlieferungen von scheinbaren Familienangehörigen in Einklang gebracht werden mussten, die im Kontext nicht vereinbar waren.
Die neue Studie von Bosworth und Wheatley schlägt deshalb in einer Hypothese vor, dass die Aussage von Diodor falsch ist und stattdessen der Herrscher über Mariandynien und Mysien, der den gleichen Namen wie der Satrap von Phrygien trägt, die Nachfolge von Mithridates I. angetreten habe. Er wäre dessen Sohn gewesen. Sein Vater, Mithridates I. wäre dann der Herrscher über Mariandynien gewesen, ein Reich, das die Familie von Gobryas, einem Sohn von Dareios I., geerbt habe.